# Христо Орловски
Христо Петков Орловски е български партизанин и политик от БКП.

## Биография
Роден е на 2 септември 1912 г. в габровското село Орловци. От 1931 г. е член на БКП. През 1937 г. става член на Окръжния комитет на БКП в Габрово и секретар на партиен район. От 1941 г. е партизанин и командир на Габрово-севлиевския партизански отряд, за което е осъден задочно на смърт. След 9 септември 1944 г. е секретар на Околийския комитет на БКП в Габрово. Бил е първи секретар на ГК на БКП в Габрово, секретар на ОК на БКП във Велико Търново, инструктор и заместник-завеждащ отдел в ЦК на БКП. От декември 1952 до март 1954 г. е помощник-министър на транспорта и началник на политическото управление на министерството. След това е началник на политическото управление на министерството. Учи 1 година в школата на ЦК на БКП (септември 1948-юли 1949) и в още една в тази на ЦК на КПСС. От 1958 до 1966 г. е кандидат-член на ЦК на БКП, а от 1966 до 1990 г. е член. Председател на Националния комитет за трезвеност. Награждаван е със званието „Герой на социалистическия труд“ и е носител на 2 ордена „Георги Димитров“. През 1969 г. е повишен в звание генерал-майор от запаса.